# Рустем-пашина џамија
Рустем-пашина џамија (тур. Rüstem Paşa Camii) џамија је у Истанбулу, Турска. Грађена је од 1561—1563. за великог везира Рустем-пашу Опуковића. Џамија има један минарет.